# Especificación AMBA
AMBA (significa Advanced Microcontroller Bus Architecture o en castellano Arquitectura avanzada de bus para microcontroladores) es una especificación introducida en 1996 y que se usa ampliamente como bus on-chip para procesadores de ARM. Los primeros buses AMBA se llamaron "Advanced System Bus" (ASB) y "Advanced Peripheral Bus" (APB).

## Historia
En su segunda versión, ARM introdujo el protocolo AHB que hoy en día un estándar de facto para procesadores empotrados de 32 bits debido a que está bien documentado y no es necesario pagar royalties para su utilización. En 2003, ARM introdujo la tercera generación del protocolo AMBA, incluyendo AXI high-performance interconnect. Algunos fabricantes utilizan AMBA para diseños que no son ARM, como ejemplo los procesadores LEON2 y LEON3 que utilizan los buses AMBA AHB y AMBA APB para interconectar el procesador y los periféricos. AMBA no especifica los tiempos ni los niveles de tensión en el bus. La Agencia Espacial Europea (ESA), posee una implementación específica y un sistema ejemplo que utiliza esta implementación, ambos en lenguaje VHDL y bajo licencia GPL.

## Tipos
La especificación AMBA y la especificación AMBA 3 AXI definen cuatro tipo de interfases o buses:
- Advanced eXtensible Interface (AXI)
- Advanced High-performance Bus (AHB)
- Advanced System Bus (ASB)
- Advanced Peripheral Bus (APB)

## Objetivos
- Ser independiente de la tecnología.
- Mejorar la reusabilidad de los diseños IP-cores.
- Alentar el diseño modular para mejorar la independencia del procesador.
- Minimizar los requerimientos de silicio.

## Alternativas
- Opencores Wishbone bus - Arquitectura de bus libre y abierta, originalmente desarrollada por Silica.
- Sonics de Silicon Backplane.
- IBM CoreConnect Tecnología de bus utilizada en sistemas Power, y en muchos otros sistemas SoC como por ejemplo en el procesador Xilinx MicroBlaze.
- IDT IPBus.
- Altera Ávalon - Bus propietario para el procesador de Altera Nios II-SoCs.